# Liste der Orte in Landkreis Mainz-Bingen

Wappen des Landkreises Mainz-Bingen

Die Liste der Orte im Landkreis Mainz-Bingen enthält die Städte, Verbandsgemeinden, Ortsgemeinden und Gemeindeteile (Ortsbezirke, Wohnplätze und sonstige Gemeindeteile) im rheinland-pfälzischen Landkreis Mainz-Bingen.

Es handelt sich dabei um das amtliche Verzeichnis der Gemeinden und Gemeindeteile und setzt sich zusammen aus dem vom Statistischen Landesamt Rheinland-Pfalz geführten amtlichen Namensverzeichnis der Gemeinden und dem vom Landesamt für Vermessung und Geobasisinformation Rheinland-Pfalz geführten amtlichen Verzeichnis der Gemeindeteile.

## Verbandsfreie Gemeinde Budenheim
Gemeindeteile der verbandsfreien Gemeinde Budenheim:
- Am Heidesheimer Weg
- Haderaue
- Kreuzerhof
- Lenneberg

## Verbandsfreie Stadt Bingen am Rhein
Gemeindeteile der großen kreisangehörigen Stadt Bingen am Rhein:
- Bingen
- Auf dem Rochusberg
- Bingerbrück
- Am Kreuzbach
- Büdesheim
- Bahnhof Büdesheim-Dromersheim
- Haus Grabenborn
- Dietersheim
- Dromersheim
- Bahnhaus
- Kutschereck
- Gaulsheim
- Ilmenau, Rheininsel
- Marienhof
- Wasserwerk
- Kempten
- Haus Hohlweg
- Sponsheim
- Sponsheimer Mühle, Pfeiffersmühle

## Verbandsfreie Stadt Ingelheim am Rhein
Gemeindeteile der großen kreisangehörigen Stadt Ingelheim am Rhein:
- Großwinternheim (Ortsbezirk)
- Selzmühle
- Ingelheim
- Altes Wasserhaus
- Badweg
- Fulder Aue, Hof
- Eulenmühle
- Haxthäuserhof
- Hermannshof
- Im Mittelwald
- Layenmühle
- Leberts-Au
- Neumühle, Fabrik
- Rabenkopf
- Rheinweg
- Sporkenheim
- Steig
- Waldeck, Hof
- Westerhaus
- Hofgut Drei Linden
- Heidesheim am Rhein
- Claushof
- Eltviller Aue
- Mainzer Landstraße
- Nonnenaue
- Rheingoldruhe
- Sandhof
- Wackernheim
- Haus Vetter

## Verbandsgemeinde Bodenheim
Gemeinden und Gemeindeteile in der Verbandsgemeinde Bodenheim:
- Bodenheim
  - An der Ziegelei
  - Spatzenmühle
- Gau-Bischofsheim
  - Am Küchelberg
- Harxheim
- Lörzweiler
- Nackenheim
  - Bahnhaus am Rothenberg
  - Haus Kisselwörth
  - Hof am Teuerborn

## Verbandsgemeinde Gau-Algesheim
Gemeinden und Gemeindeteile in der Verbandsgemeinde Gau-Algesheim:
- Appenheim
  - Hundertguldenmmühle
  - Steinbachmühle
  - Mühle 4
  - Hundertguldenhof
  - Sonnenhof
  - Außerhalb 10
  - Rheinblick 13
- Bubenheim
  - Bubenheimer Mühle
  - Haus Ludwig
  - Am Adelhof 15
  - Aussiedlung 7
  - Lindenhof
  - Außerhalb 12
  - Aussiedlung 14
- Engelstadt
  - Birkenhof Besant
  - Fichtenhof
  - Lindenhof
- Gau-Algesheim, Stadt
  - Posten 18
  - Hofgut Waldeck
  - Jägerhof
  - Laurenziberg
  - Schloß Ardeck
  - Außerhalb 21
  - An der Appenheimer Straße
  - Außerhalb 24
  - Haus am Frohnpfad
- Nieder-Hilbersheim
  - Außerhalb 1
  - Außerhalb 10
  - Außerhalb 2
  - Außerhalb 3
  - Außerhalb 9
  - Turnhalle
  - Raumühle
  - Außerhalb 8
- Ober-Hilbersheim
  - Außerhalb 1
  - Außerhalb 5
  - Außerhalb 5a
- Ockenheim
  - Kloster Jakobsberg
  - Auf dem Steinbiegel
- Schwabenheim an der Selz
  - Außerhalb 8
  - Ferdinandhof
  - Nature Life Ranch
  - Außerhalb 6

## Verbandsgemeinde Nieder-Olm
Gemeinden und Gemeindeteile in der Verbandsgemeinde Nieder-Olm:
- Essenheim
  - Neumühle
- Jugenheim in Rheinhessen
  - Haus Jugenheim
- Klein-Winternheim
  - Haus Schreiber
- Nieder-Olm, Stadt
  - Am Goldberg
  - Eulenmühle
  - Kreuzhof, untere Ecklochermühle
  - Laurenzihof
  - Lindenhof, obere Ecklochermühle
  - Sankt Georgshof
  - Urbanushof
  - Andreashof
- Ober-Olm
  - Am Wald
  - Erlenhof
  - Staarbergerhof
  - Wiesenmühle
- Sörgenloch
  - Darmstadtsmühle
- Stadecken-Elsheim
  - Elsheim
  - Am Weiherborn
  - Windhäuserhof
  - Stadecken
  - Peterswiese
  - Wolfshof
- Zornheim
  - Buchenhof

## Verbandsgemeinde Rhein-Nahe
Gemeinden und Gemeindeteile in der Verbandsgemeinde Rhein-Nahe:
- Bacharach, Stadt
  - Bacharach
  - Berghof
  - Grube gute Hoffnung
  - Grube Rhein
  - Heiles'en Werth, Rheininsel
  - Henschhausen (Ortsbezirk)
  - Lindenhof
  - Medenscheid (Ortsbezirk)
  - Neurath (Ortsbezirk)
  - Rheinblickhof
  - Schloßberg, Burg und Haus
  - Steeg (Ortsbezirk)
  - Forsthaus Erbach
  - Hasenmühle
  - Nauheim
  - Schönblick
- Breitscheid
- Manubach
- Münster-Sarmsheim
  - Trollmühle, Wasserwerk
  - Waldschenke Königsschloss
- Niederheimbach
  - Burg Hohneck, Heimburg
  - Burg Sooneck
  - Landgut Farm
  - Finkenhof
- Oberdiebach
  - Petersackerhof
  - Rheindiebach
  - Winzberg
  - Schloß Fürstenberg
- Oberheimbach
  - Kreuzmühle
- Trechtingshausen
  - Burg Rheinstein
  - Gerhardshof
  - Morgenbachtal
  - Schweizerhaus, Gaststätte
- Waldalgesheim
  - Genheim (Ortsbezirk)
  - Waldalgesheim
  - Bergwerk
  - Erbacherweg
  - Haus Frankenheimer
  - Jagdhaus Marbach
  - Jagdhütte Buchenhag
  - Käsgewann, Siedlung
  - Landwirtschaftshof
  - Oberstraße
- Weiler bei Bingen
  - Am Rondell
  - Forsthaus Heiligkreuz
  - Forsthaus Lauschhütte
  - Honigberg
  - Jägerhaus
  - Jagdhaus Lendershof
  - Kindererholungsheim

## Verbandsgemeinde Rhein-Selz
Gemeinden und Gemeindeteile in der Verbandsgemeinde Rhein-Selz:
- Dalheim
- Dexheim
- Dienheim
  - Hof mitten im Feld
  - Guldenhof
  - Villa Silius
- Dolgesheim
- Dorn-Dürkheim
- Eimsheim
- Friesenheim
- Guntersblum
  - Algersweg
  - Rheinfähre
  - Wasserwerk
- Hahnheim
  - Eberbacherhof
  - Sonnenhof
  - Wahlheimerhof
- Hillesheim
  - Am Bahnhof
- Köngernheim
  - Untermühle
  - Rudolfshof
- Ludwigshöhe
- Mommenheim
  - Endbergshohl
- Nierstein, Stadt
  - Nierstein, Stadt
  - Haus Müller
  - Haus Ullrich
  - Im Ried
  - Paterberghof
  - Schwabsburg (Ortsbezirk)
- Oppenheim, Stadt
- Selzen
  - Paulinenhof
- Uelversheim
- Undenheim
  - Sparrmühle
  - Kastanienhof
  - Aussiedlerhof Schwamb
- Weinolsheim
  - Weißmühle
- Wintersheim

## Verbandsgemeinde Sprendlingen-Gensingen
Gemeinden und Gemeindeteile in der Verbandsgemeinde Sprendlingen-Gensingen:
- Aspisheim
  - Haus Krebser
  - Mandelhof
- Badenheim
  - Am Bahnhof
  - Schönborner Hof
- Gensingen
  - Rumpfmühle
  - Auf der Insel
- Grolsheim
  - Katharinen-Mühle
- Horrweiler
  - Sonnenhof
  - Lindenhof
- Sankt Johann
  - Dürkheimer Hof
  - Falkenhof
  - Wißberg
- Sprendlingen
- Welgesheim
- Wolfsheim
  - Am Rheinsender Wolfsheim
- Zotzenheim